# Снежника
Снежникът е микроледник, разположен в планината Пирин, България, в долината на Голям Казан, под северния склон на връх Вихрен. Той е най-южният ледник в Европа и е остатък от по-голям ледник, който е съществувал през последното ледниково време.
Известен е със своята ледена красота и е популярен туристически обект. Той представлява важен индикатор за климатичните промени и е обект на научни изследвания.

## Характеристики
Площта му е около 0,01 км² и има диаметър 70 – 100 метра. Дебелината му варира от 8 до 11 метра (фирн); до 20 метра (снежна покривка).